# Fortaleza de Cranganor

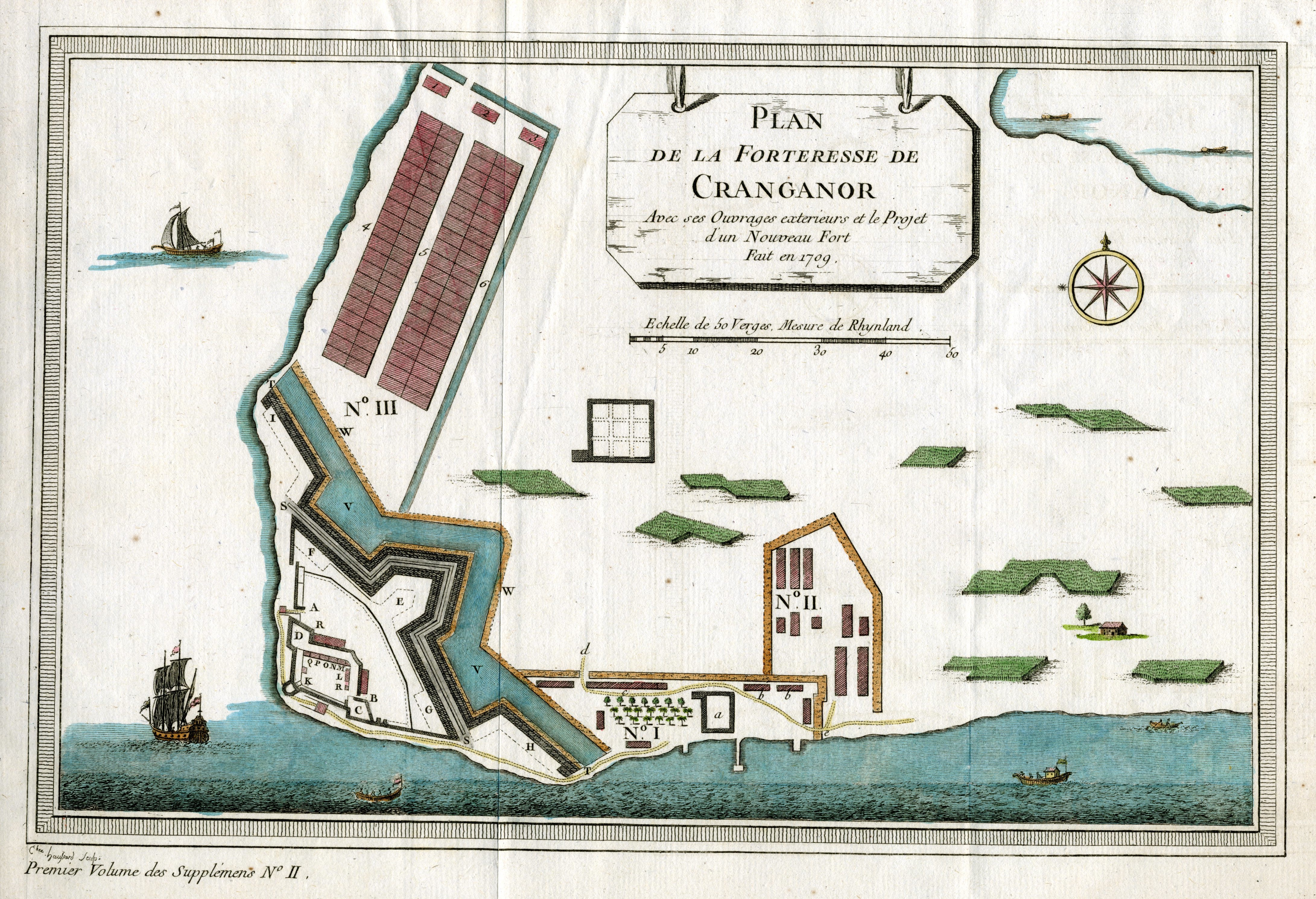
"Plan de la fortresse de Cranganor", 1709.

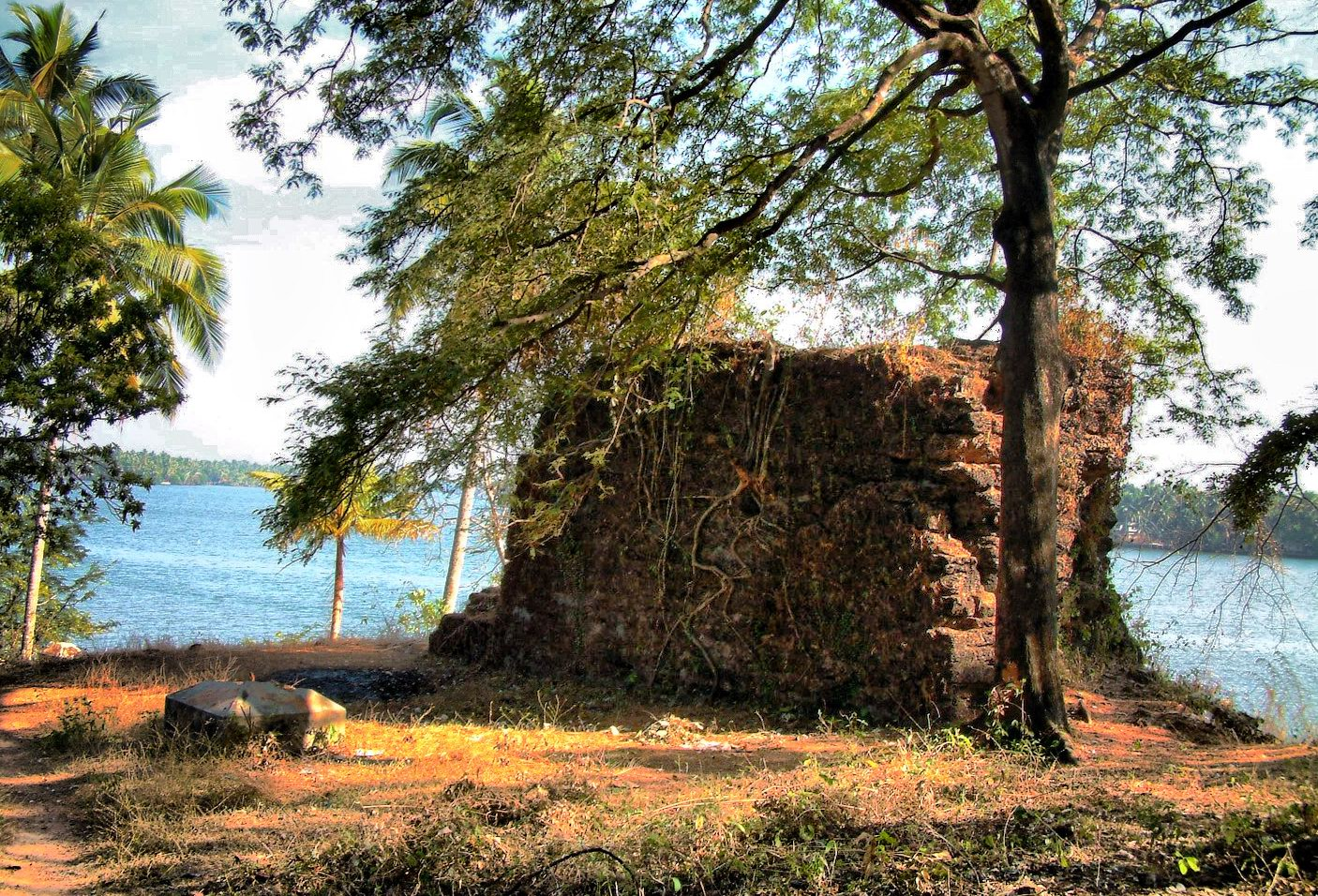
Forte de Cranganor: restos da muralha.

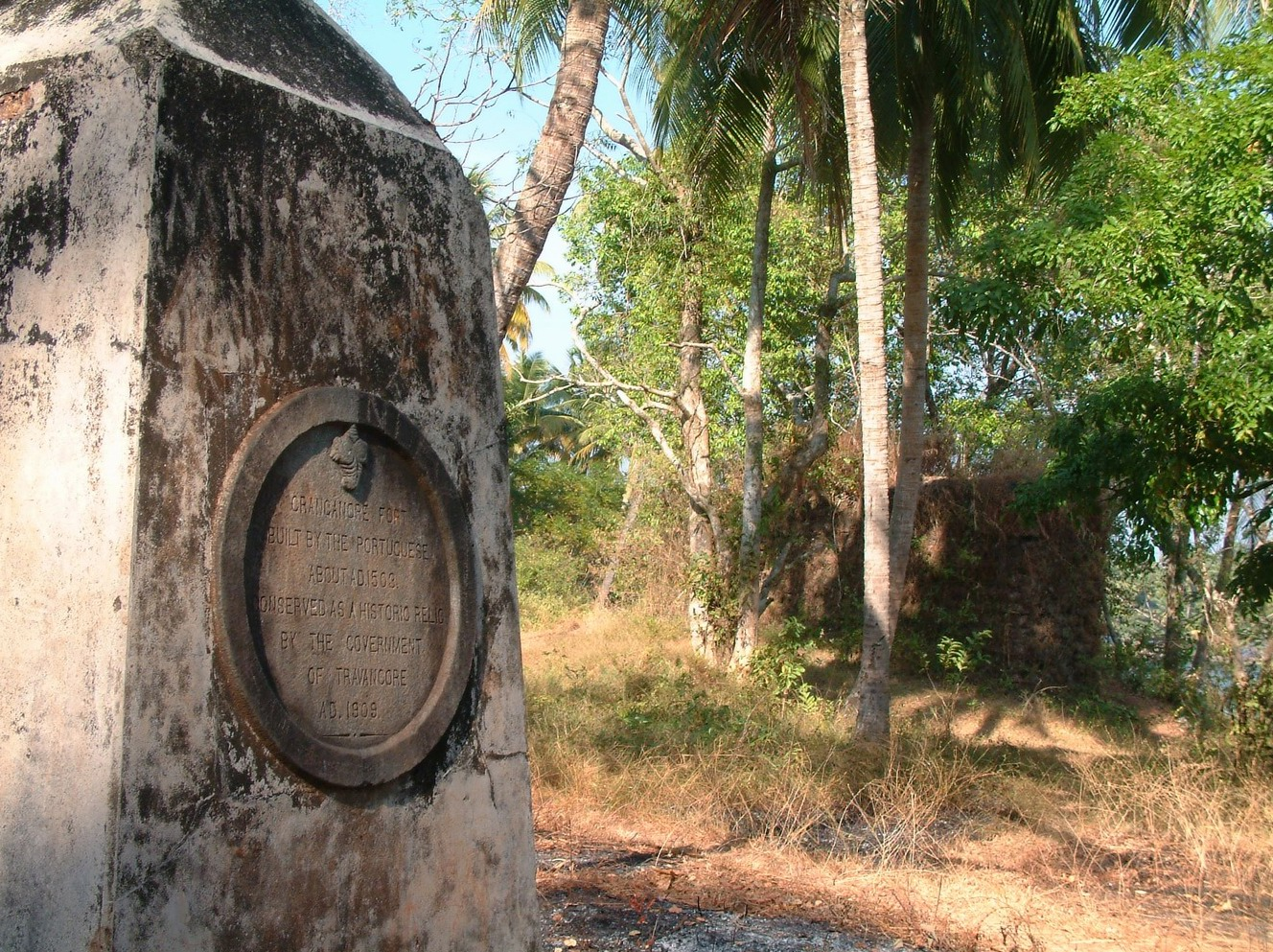
Monumento erigido pelo governo do Reino de Cochim (1909).

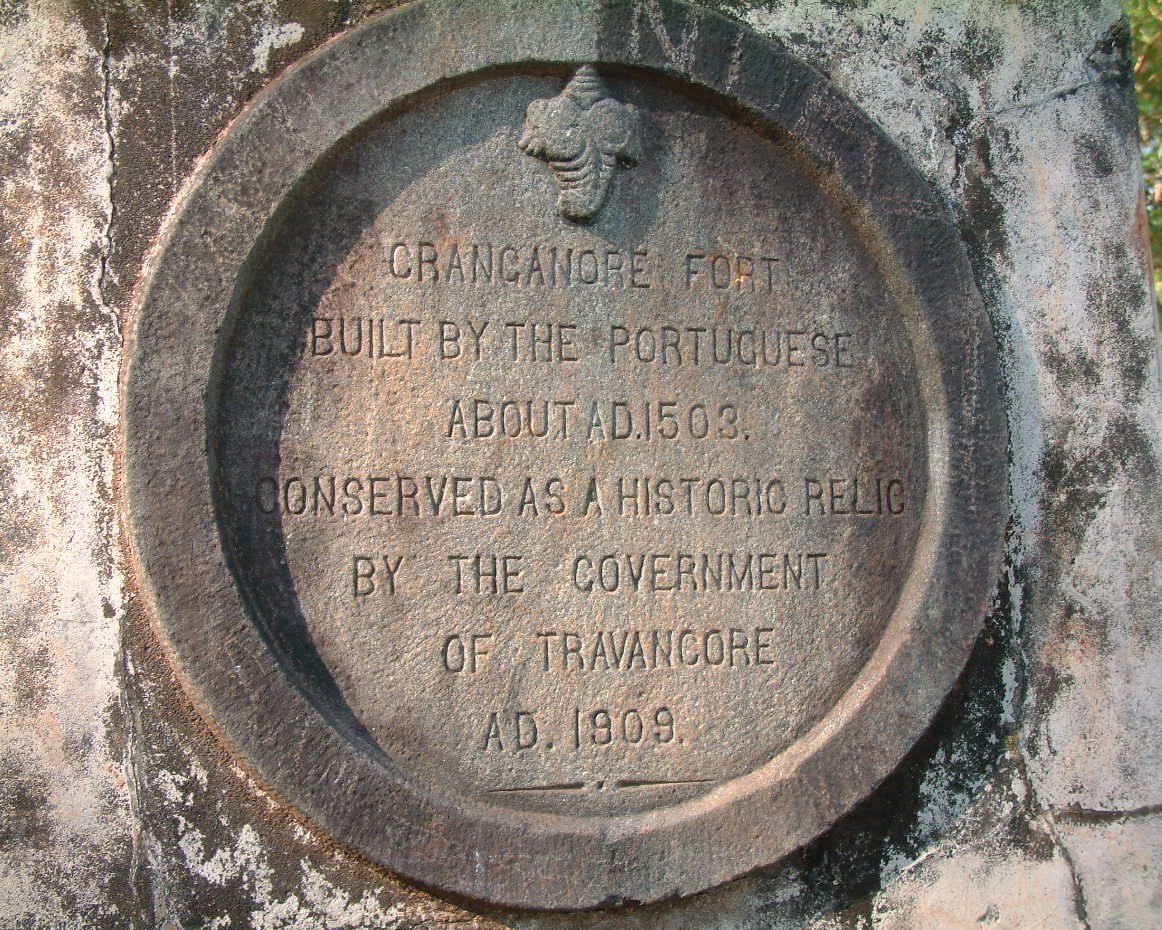
Monumento (detalhe).

A Fortaleza de São Tomé de Cranganor, também referida como Forte de Cranganore, Forte de Kodungallur e Forte de Tipu, localiza-se na costa do Malabar, no Cranganor, distrito do Thrissur, no estado da Querala, no sudoeste da Índia. Dista cerca de 2 quilómetros da cidade do Cranganor.

## História
Foi erguida em 1507, por determinação do primeiro Vice-rei do Estado Português da Índia, D. Francisco de Almeida:
"Justando assy o Visorey muyto no amor d'EIRey, e de todos os Regedores, e dos principaes da terra, que elle a todos muyto grangeaua, pera os ter da sua mão pera o que comprisse, ElRey lhe muyto rogou que mandasse fazer hum castello forte na estrema de dous rios principaes, que vinhão de Cranganor e da parte de Cochym, *e* aly se estremauão, que era o principal passo per que o Rey de Calecut quisera passar esta derradeira vez, e seria pera guardar este passo, e também guardaria que nenhuns tones de pimenta passassem pera Calecut, e pera Cranganor, onde carregauão zambucos e barcos pequenos, que a leuauão a Calecut pera a l * carregação das * naos de Meca; o que pareceo muyto bem ao Visorey, e logo mandou fazer huma casa forte sobradada, no lugar que ElRey disse. E por baixo lhe pôs dous tiros grossos contra os rios, e no sobrado coatro falcões, e dous bombardeiros e hum Capitão com outo homens. A qual capitania deu o Visorey de palaura a hum Luiz Aluares, bom caualleiro, homem de idade, que tinha muyto seruido, pera que aly estiuesse, com ordenado que somente abrangia a sua mantença. E porque o Visorey lhe nom mandou logo fazer o aluará, o sacretario Gaspar Pereira, atreuido em seu cargo, fez hum aluará deste castello a hum homem de sua valia, confiado que o Visorey o assinaria, e lho apresentou que o assinasse, de que o Visorey ouve paixão, e lhe disse: 'Esta capitania tem já dada o Visorey da Índia, porque o cargo he seu.' De que o Gaspar Pereira se mostrou muy aggrauado, e falaua contra o Visorey males, que dizião ao Visorey. E a casa foy feita muy forte, e prouida do necessario, com os homens e seu Capitão, o que tudo quisera pagar EIRey, mas o Visorey nom quis, dizendo que ElRey lhe raandaua que á sua custa fizesse todas as despezas, que comprissem pera segurança de seu Reyno. Do que ElRey ouve muyto prazer, vendo as grandezas de amizades que lhe o Visorey fazia."
Foi reconstruída em 1523 sob a invocação de São Tomé, e ampliada em 1536.
Em 1662, caiu diante das armas da Companhia Neerlandesa das Índias Orientais. Posteriormente, na segunda metade do século XVIII, caiu sob o controle do Sultão Tipu, para ser recuperado pelos neerlandeses. Eventualmente retornou às mãos do sultão, que o fez arrasar um ano mais tarde.
Atualmente encontra-se em ruínas. 

## Características
Apresentava planta quadrada, com muralhas de 18 pés de espessura e baluartes circulares nos vértices. A povoação que defendia também estava muralhada e contava com cinco baluartes.